# Tocopilla
Tocopilla är en stad i regionen Antofagasta i norra Chile. Staden är en viktig knutpunkt för regionens sjöfart, då den ligger vid kusten mitt emellan Iquique och Antofagasta. Stadens namn har enligt forskning aymaraursprung, med betydelsen "stor ravin" eller "den största ravinen".[källa behövs] Tocopilla grundades 1843 av den franske ingenjören Domingo Latrille Loustauneau, Frankrikes konsul i Cobija, när ett litet kopparsmältverk installerades.
Från staden kommer Alejandro Jodorowsky och Alexis Sánchez.